# Diego Romero
Diego Romero, né le 5 décembre 1974 à Córdoba, est un skipper italien d'origine argentine.

## Carrière
Diego Romero participe aux Jeux olympiques d'été de 2008 à Pékin et remporte la médaille de bronze dans la catégorie du Laser. Lors des Jeux olympiques d'été de 2000 et des Jeux olympiques d'été de 2004, il concourt pour l'Argentine.